# Gai-Jin
Gai-Jin è un romanzo storico del 1993 scritto da James Clavell. Costituisce il terzo capitolo in ordine cronologico della Saga asiatica dell'autore, anche se fu pubblicato per ultimo.

## Trama
La vicenda del romanzo si svolge circa vent'anni dopo gli eventi di Tai-Pan e ha come protagonista Malcolm Struan, il figlio di Culum e Tess Struan. La storia approfondisce notevolmente la situazione politica giapponese di metà ottocento e l'ostilità diffusa, nei confronti degli occidentali. Le vicende sono vagamente ispirate all'incidente di Namamugi e al conseguente bombardamento di Kagoshima.

### Personaggi storici che ispirarono iGai-jindel romanzo
- Sir William Aylesbury: il diplomatico Edward St. John Neale (1812–1866), che fu l'Incaricato d'affari della Gran Bretagna in Giappone, nel periodo 1862-1863, quando avvenne l'incidente di Namamugi ed in seguito partecipò al bombardamento di Kagoshima
- Phillip Tyrer: Ernest Mason Satow (1843-1929), diplomatico britannico, che si trovava in Giappone, nel periodo 1862-1863 e fu coinvolto negli avvenimenti succitati
- Charles Ketterer, ammiraglio : Augustus Leopold Kuper (1809-1885) l'ammiraglio britannico, che comandò il bombardamento di Kagoshima
- John Canterbury: Charles Lennox Richardson (1834-1862), il mercante britannico assassinato dai samurai di Satsuma.

### Personaggi storici giapponesi che ispirarono i personaggi del romanzo
- Toranaga Yoshi, Guardiano dell'erede: Tokugawa Yoshinobu (1837–1913), che fu l'ultimo shogun 1866-1867 e poi fu membro della Camera dei pari
- Hisako (Hosaki), moglie di Yoshi: Ichijō Mikako (1835–1894)
- Misamoto, traduttore di Yoshi: Nakahama Manjirō (1827–1898), un giapponese che era tornato in Giappone dopo aver passato diversi anni negli Stati Uniti che fu un importante traduttore
- Shōgun Toranaga Nobusada: Tokugawa Iemochi (1846–1866), shogun dal 1858 al 1866, all'epoca dei fatti, minorenne
- L'imperatore: Kōmei (1831–1867), imperatore del Giappone, dal 1846 al 1867
- Yazu: Chikako, principessa Kazu (1846–1877), sorellastra di Kōmei e moglie di Tokugawa Iemochi
- Anjo: Andō Nobumasa (1820–1871), un samurai, Daimyō della zona di Iwaki, nella Regione di Tōhoku, che si era adoperato per il matrimonio di Chikako con Iemochi
- Sanjiro di Satsuma: Shimazu Hisamitsu (1817–1887), un samurai, zio del Daimyō del Dominio di Satsuma, Shimazu Tadayoshi, considerato uomo forte dei Satsuma e nemico dello Shogunato Tokugawa
- Ogama di Choshu: Mōri Takachika (1819–1871) Daimyō del Dominio di Chōshū, nemico dello Shogunato Tokugawa
- Rezan Hiraga, alias Ukiya, Nakama and Otami: Itō Hirobumi (1841–1909), che fece parte del movimento politico nazionalista Sonnō jōi e fu uno dei cosiddetti Cinque Chōshū che studiarono all'University College London nel 1863, periodo nel quale, influenzato dallo stile di vita occidentale, si convinse della necessità che il Giappone si avvicinasse al modello occidentale di sviluppo ed in seguito, fu per quattro volte Primo ministro del Giappone e genrō
- Akimoto: Inoue Kaoru (1836–1915), che, nel 1863 andò a Londra con Itō Hirobumi, fu tra i protagonisti del rinnovamento Meiji e tra il 1878 ed il 1898, fu varie volte ministro in diversi ministeri
- Katsumata: Yoshida Shōin (1830–1859), precursore del movimento politico nazionalista Sonnō jōi che fu giustiziato mel 1859, tre anni prima degli eventi narrati.

## Edizioni italiane
- Gai-Jin, traduzione di Katia Bagnoli, Collana Omnibus stranieri, Milano, Arnoldo Mondadori Editore, 1994,  p. 1311, ISBN 978-88-043-7920-1. - Collana Oscar Bestsellers n.728, Mondadori, 1996, ISBN 88-044-2116-9.
- Gai-Jin, traduzione di Katia Bagnoli, Collana Tascabili. Bestsellers n.961, Milano, Bompiani, 2005, ISBN 978-88-452-1277-2. - Collana Tascabili narrativa, Milano-Firenze, Bompiani, 2018, ISBN 978-88-452-9760-1.